# Потешкина, Екатерина Михайловна
Потешкина Екатерина Михайловна (род. 8 декабря 1993, в Москве, Россия) — российская спортсменка, выступающая за сборную России по футволей, текболу, футболтеннису.

## Биография
Начала заниматься футболом в 14-летнем возрасте в Тамбовской обл., г. Мичуринск. В настоящее время является играющим тренером.
В сентябре 2016 принимала участие в футбольном турнире Adidas среди женских команд, где её заметили предложили попробовать себя в тогда ещё мало кому известном виде спорта, как футболтеннис (футнет).
В ноябре 2016 впервые выступила за сборную России по футнет в категориях «Doubles», «Triples», «Singles» на чемпионате мира (Никосия, Северный Кипр).
После чемпионата начала тренироваться в футволей на песке. Теперь этот вид спорта играет ведущую роль в её жизни и по сей день.
В сезоне 2017/18 стала золотым призёром в зимнем чемпионате России по футволей среди женщин.
Сентябрь 2018 — серебряный призёр Кубка России по футволей (категория «Double mix»).
Июнь 2019 — Московские открытые пляжные игры. Золотой призёр Кубка России по футволей (категория «Double mix»).
В августе 2019 дебютировала на Международном турнире по футволей в Баку, Азербайджан, став серебряным призёром в категории «женщины».
В октябре 2021 года заняла 2 место в "Istanbul Cup of Footvolley. World Tour", проиграв в финальном матче сборной Украины.
Выступила в составе сборной России на Чемпионате мира по текболу в городе Гливице, Польша (8-11 декабря 2021). Выход в двух категориях (Singles/Women's Doubles в 1/4 финала).
1/8 финала женского одиночного разряда на Чемпионате мира 2023 (Бангкок, Таиланд). 
1/8 финала Чемпионата мира 2023 года (Бангкок, Таиланд). Смешанный парный разряд (категория "микст").